# 紫式部日記

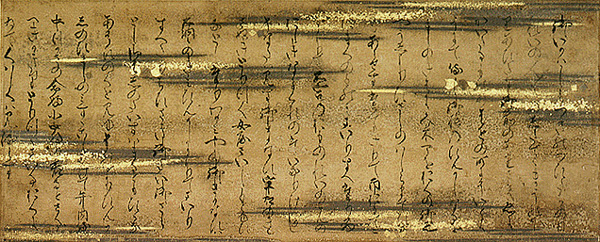
紫式部日記絵巻（五島美術館蔵、国宝）

『紫式部日記』（むらさきしきぶにっき）は、紫式部によって記された日記とされる。藤原道長の要請で宮中に上がった紫式部が、1008年（寛弘5年）秋から1010年（寛弘7年）正月まで、宮中の様子を中心に書いた日記と手紙からなる。
写本は宮内庁書陵部蔵の黒川本が最もよいとされているが一部記載については他の写本がすぐれているとも。写本の表紙の表題は『紫日記』とあり、内容にも紫式部の名の記載はなく、いつから『紫式部日記』とされたかは不明。
全2巻であり1巻は記録的内容、2巻は手紙と記録的内容である。『源氏物語』の作者が紫式部であるという通説は、伝説とこの『紫式部日記』にでてくる記述に基づいている。
鎌倉時代初期の13世紀前半ころに、紫式部日記のほぼ全文を絵画化した「紫式部日記絵巻」が制作された。

## 来歴

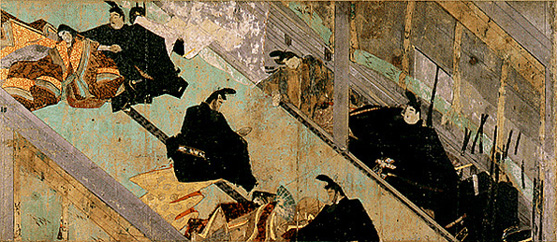
寛弘5年（1008年）11月1日に土御門殿で催された敦成親王（後の後一条天皇）誕生後の「五十日の祝い」の宴席場面。左衛門督・藤原公任（画面右、室内を眺めやる人物）が「あなかしこ、此のわたりにわかむらさきやさふらふ（恐れ入りますが、この辺りに若紫は居られませんか）」と酔態で戯れに尋ねる。『紫式部日記絵巻』より（五島美術館蔵）

古写本には表題を「紫日記」とするものが多く、室町時代の源氏物語の注釈書「河海抄」には、「紫記」・「紫式部が日記」・「紫日記」・「紫式部仮名記」といったさまざまな名称で現存する紫式部日記に含まれる文章が引用されている。
1010年（寛弘7年）に完成されたとするのが通説である。13世紀（鎌倉時代）には『紫式部日記絵巻』という紙本着色の絵巻物が著された。作者は不詳である。なお、『栄花物語』と一部文章が全く同じであり、同物語のあとがきには日記から筆写した旨記されている。
中世の源氏物語研究の中では取り上げられることがほとんど無かったが、江戸時代に安藤為章が紫家七論で取り上げて以降、源氏物語の成立事情を考えるための第一資料とされるようになっている。
本書の1008年（寛弘5年）11月1日の記述が源氏物語が歴史上はじめて記録されたものであることを根拠として丁度千年後の2008年（平成20年）が源氏物語千年紀に、また11月1日が古典の日に定められた。

## 構成
前半部および末尾は、できごとの日記体記述である。その間に「消息文」と呼ばれる、紫式部の意見を述べた書簡体の部分がはさまれている。

### 日記体部分
| 寛弘5年7月  | 出産のため、中宮彰子が父藤原道長の土御門邸へ里帰り。   |
| 寛弘5年8月  | 懐妊10ヶ月に入る。公卿たちが宿直。                     |
| 寛弘5年9月  | めでたく敦成親王（後一条天皇）を出産。                 |
| 寛弘5年10月 | 一条天皇が面会に土御門邸へ行幸。                       |
| 寛弘5年11月 | 誕生五十日の祝宴。中宮彰子は内裏へ還る。               |
| 寛弘5年12月 | 紫式部も内裏に戻る。初出仕の頃の回想。                 |
| 寛弘6年1月  | 元旦は坎日（かんにち）の凶日で、若宮の戴餅の儀は延期。 |

### 消息文
- 11人の中宮付き女房の描写。
- 斎院（選子内親王）の女房たちと中宮彰子の女房たちの比較。
- 和泉式部・赤染衛門・清少納言の論評。
- 自らを省みる。

### 日記体部分
| 時期不明記事 | （萩谷などによれば寛弘5年5-6月）道長との和歌贈答。 |
| 寛弘7年1月   | 敦成・敦良（後朱雀天皇）両親王の戴餅の儀。         |

## 内容
中宮彰子の出産が迫った1008年（寛弘5年）秋から1010年（寛弘7年）正月にかけての諸事が書かれている。史書では明らかにされていない人々の生き生きとした行動がわかり、史料的価値もある。彰子の実父である藤原道長や、同母弟である藤原頼通や藤原教通などの公卿についての消息も多く含む。また紫式部が中宮彰子に仕える以前から具平親王家と交流があった様子も伺える。

## 本文
紫式部及び紫式部の出仕と関係の浅くない部分の原文を一部抜粋(現代語訳は“源氏物語の世界”. 2025年6月24日閲覧。の要約)。

### 紫式部日記(黒川本)

#### 『土御門殿邸の初秋の様子』
秋のけはひ入りたつままに、土御門殿のありさま、いはむかたなくをかし。池のわたりの梢ども、遣水のほとりの草むら、おのがじし色づきわたりつつ、大方の空も艷なるにもてはやされて、不断の御読経の声々、あはれまさりけり。やうやう凉しき風のけはひに、例の絶えせぬ水の音なひ、夜もすがら聞きまがはさる。
　御前にも、近うさぶらふ人びとはかなき物語するをきこしめしつつ、悩ましうおはしますべかめるを、さりげなくもて隠させたまへる御ありさまなどの、いとさらなる事なれど、憂き世の慰めには、かかる御前をこそ、尋ね参るべかりけれと、現し心をばひき違へ、たとしへなくよろづ忘らるるも、かつはあやし。
【現代語訳の要約】中宮彰子が出産のため里下りしている土御門殿邸は秋の風情が現れ言葉にできないほどの趣である。中宮彰子が妊娠中で心身共辛いはずなのに周りに気遣いしている様子は、今さら称賛するまでもないが、心の慰めに「中宮彰子のような素晴らしい方は探し出してでもお仕えすべきであった」としみじみ感じる紫式部。

#### 『道長との歌の贈答』
渡殿の戸口の局に見出だせば、ほのうち霧りたる朝の露もまだ落ちぬに、殿歩かせたまひて、御隨身召して、遣水払はせたまふ。橋の南なる女郎花のいみじう盛りなるを、一枝折らせたまひて、几帳の上よりさし覗かせたまへる御さまの、いと恥づかしげなるに、我が朝顏の思ひ知らるれば、「これ、遅くては悪ろからむ。」とのたまはするにことつけて、硯のもとに寄りぬ。
　　女郎花盛りの色を見るからに　露の分きける身こそ知らるれ
「あな、疾。」と、ほほ笑みて、硯召し出づ。
　　白露は分きても置かじ女郎花　心からにや色の染むらむ
【現代語訳の要約】朝、殿(道長)が庭の手入れをさせる途中、女郎花の一枝を紫式部の几帳の上から少し偲ばせる様子が立派で寝起きの顔を恥ずかしがる紫式部との即興の女郎花の歌のやり取り。

#### 『菊の綿の歌』
九日、菊の綿を兵部のおもとの持て来て、「これ、殿の上の、とり分きて。『いとよう、老い拭ひ捨てたまへ』と、のたまはせつる。」とあれば、
　　菊の露若ゆばかりに袖触れて　花のあるじに千代は譲らむ
とて、返したてまつらむとするほどに、「あなたに帰り渡らせたまひぬ」とあれば、用なさにとどめつ。
【現代語訳の要約】9月9日、中宮彰子の母・源倫子から菊の綿を貸していただき感謝する様子とその光栄に菊の綿をお返し差し上げようと和歌を詠む紫式部の良い関係が記されている。
『中宮彰子の出産の加持祈祷』
十一日の暁に、北の御障子、二間はなちて、廂に移らせたまふ。御簾などもえかけあへねば、御几帳をおし重ねておはします。僧正、定澄僧都、法務僧都などさぶらひて加持まゐる。院源僧都、昨日書かせたまひし御願書に、いみじきことども書き加へて、読み上げ続けたる言の葉のあはれに尊く、頼もしげなること限りなきに、殿のうち添へて、仏念じきこえたまふほどの頼もしく、さりともとは思ひながら、いみじう悲しきに、みな人涙をえおし入れず、「ゆゆしう、かうな。」など、かたみに言ひながらぞ、えせきあへざりける。(一部抜粋)
【現代語訳の要約】中宮彰子の安産の祈祷の様子。殿(道長)が昨日書いた安産の願文に院源僧都が尊い文言を書き加えて読み上げる。殿が一緒に念じ申し上げている姿を頼もしく思う紫式部。長年中宮彰子に仕えている女房もまだ日が浅い紫式部も中宮彰子の出産を心配し、泣き腫らした目を見られても恥ずかしさを忘れた。どんなに見苦しかったかと後で考えるとおかしかった。
『一条天皇の行幸と管弦・舞楽の御遊』
暮れゆくままに、楽どもいとおもしろし。上達部、御前にさぶらひたまふ。万歳楽、太平楽、賀殿などいふ舞ども、長慶子を退出音声にあそびて、山の先の道をまふほど、遠くなりゆくままに、笛の音も、鼓の音も、松風も、木深く吹きあはせて、いとおもしろし。 (中略)筑前の命婦は、「故院のおはしましし時、この殿の行幸は、いとたびたびありしことなり。その折、かの折。」など、思ひ出でて言ふを、ゆゆしきこともありぬべかめれば、わづらはしとて、ことにあへしらはず、几帳隔ててあるなめり。(一部抜粋)
【現代語訳の要約】中宮彰子一条天皇と中宮彰子の若君が無事誕生した後日、一条天皇が土御門邸に行幸。 音楽や舞、船などが自然と調和し素晴らしい様子の中で筑前の命婦が「故人の東三条院詮子さまがご存命の時に度々あったこの邸宅への行幸は、あの時は...この時は...」と語るので泣きそうになるがめでたい席なので堪える紫式部。しかし他の人も東三条院詮子さまの話に加わるので泣き出してしまいそうになる。若宮の親王宣言などが行われる。

### いくつかの校訂書が出版されている。
- 『紫式部日記』 池田亀鑑・秋山虔、岩波文庫、1964年1月、ISBN 978-4003001578。
- 『紫式部日記全注釈』上・下、萩谷朴、角川書店、1971-1973年（日本古典評釈全注釈叢書）ISBN 978-4047610200
- 『紫式部日記』上・下、宮崎荘平、講談社学術文庫、2002年7月-8月、ISBN 978-4061595538&ISBN 978-4061595545
  - 『新版 紫式部日記 全訳注』講談社学術文庫、2023年6月、ISBN 9784065294703
- 『紫式部日記』 小谷野純一、笠間書院〈笠間文庫　原文＆現代語訳シリーズ〉、2007年4月、ISBN 978-4-305-70420-7。
- 『新編　日本古典文学全集26 和泉式部日記 紫式部日記 更級日記 讃岐典侍日記』 藤岡忠美・中野幸一・犬養廉・石井文夫、小学館、1994年8月、ISBN 4096580260。
- 『新日本古典文学大系 土佐日記　蜻蛉日記　紫式部日記　更級日記』 長谷川政春・今西祐一郎・伊藤博・吉岡曠、岩波書店、1989年11月、ISBN 4-00-240024-7。
- 『紫式部日記　現代語訳付き』 山本淳子訳注、角川ソフィア文庫、2010年8月、ISBN 978-4044001063。

## 翻訳
- 与謝野晶子 訳 『新訳紫式部日記 新訳和泉式部日記』金尾文淵堂 1916年
  - 『紫式部日記・和泉式部日記』角川ソフィア文庫 2023年6月、ISBN 978-4044007690。
- Murasaki Shikibu'nun Günlüğü [Turkiye Is Bankasi Kultur Yayinlari]、2009年3月、ISBN 978-9944-88-601-7；ISBN 978-9944-88-600-0。トルコ語。